# Goszyn (powiat tczewski)
Goszyn (kaszb.Goszënò, za II RP Gorzyn) – wieś kociewska w Polsce położona w województwie pomorskim, w powiecie tczewskim, w gminie Tczew.
W latach 1975–1998 miejscowość należała administracyjnie do województwa gdańskiego.
Miejscowość leży przy autostradzie A1.